# Kim Ji-min
Kim Ji-min (12 de febrero de 2000) es una actriz surcoreana. Conocida por sus papeles en Goddess of Fire (2013) y Pluto Secret Society (2014).

## Filmografía

### Cine
| Año  | Título            | Rol              |
| ---- | ----------------- | ---------------- |
| 2014 | A Dynamite Family | Soo-jung         |
| 2016 | After Love        | Eun-hong (joven) |
| 2020 | The Flatterer     | Bong Hee         |

### Series de televisión
| Año  | Título                              | Rol                           | Red  |
| ---- | ----------------------------------- | ----------------------------- | ---- |
| 2008 | La Dolce Vita                       | Ha Na-rae                     | MBC  |
| 2009 | What's for Dinner?                  | Yoo Sun-young                 | MBC  |
| 2009 | Hometown Legends "The Masked Ghost" | Song Ka-seop (joven)          | KBS2 |
| 2011 | Living in Style                     | Na Geum-sung                  | SBS  |
| 2013 | Samsaengi                           | Bong Geum-ok adolescente      | KBS2 |
| 2013 | Goddess of Fire                     | Shim Hwa-ryung                | MBC  |
| 2014 | Pluto Secret Society                | Kang Ha-ra                    | EBS  |
| 2015 | Assembly                            | Jin Joo-min                   | KBS2 |
| 2015 | Sweet, Savage Family                | Yoon Soo-min                  | MBC  |
| 2016 | Lucky Romance                       | Shim Bo-ra                    | MBC  |
| 2017 | Super Family 2017                   | Na Ik-hee                     | SBS  |
| 2017 | Money Flower                        | Na Mo-hyun (de joven)         | MBC  |
| 2018 | Prison Playbook                     | Kim Eun-soo, (Cameo, ep. #14) | tvN  |
| 2018 | Gangnam Beauty                      | Do Kyung-hee                  | JTBC |

## Premios y nominaciones
| Año  | Premio                             | Categoría                   | Nominación            | Resultado |
| ---- | ---------------------------------- | --------------------------- | --------------------- | --------- |
| 2014 | 9 Seoul International Drama Awards | Elección popular, Actriz    | Pluto Secret Society  | Nominada  |
| 2015 | 29 de KBS Drama Awards             | Mejor Actriz Joven          | Asamblea              | Nominada  |
| 2017 | 25 de SBS Drama Awards             | Premio de actuación (joven) | Super Familia de 2017 | Ganadora  |